# Youstin Salas
Youstin Delfín Salas Gómez (Cariari, Limón, Costa Rica, 17 de junio de 1996) es un futbolista costarricense que juega como mediocentro defensivo en el Brisbane Roar Football Club de la A-League.

## Trayectoria

### Santos de Guápiles
Hizo su debut el 23 de abril de 2014 con el Santos de Guápiles, en la última jornada del Campeonato de Verano contra la Universidad de Costa Rica, siendo titular por 60 minutos en la derrota de su club por 0-3.
Se estrenó en competencia internacional el 1 de agosto de 2017, por la ida de los octavos de final de Liga Concacaf contra el San Juan Jabloteh de Trinidad de Tobago, compromiso en el cual también marcó su primer gol para la victoria por 6-2.

### C. S. Herediano
El 23 de mayo de 2018, se oficializó su fichaje en el Herediano. El 1 de noviembre conquistó el título de Liga Concacaf venciendo en el resultado global al Motagua de Honduras, así como del Torneo de Apertura el 23 de diciembre con el triunfo sobre el Deportivo Saprissa.

### La U Universitarios
El 27 de mayo de 2019, Salas salió en condición de préstamo hacia La U Universitarios junto a otros cuatro futbolistas.

### Municipal Grecia
El 13 de diciembre de 2019, se confirmó su traspaso al Municipal Grecia.

## Selección nacional

### Categorías inferiores
El 5 de diciembre de 2012, Salas fue incluido en la lista del entrenador Edson Soto de la Selección Sub-17 de Costa Rica, para jugar la etapa clasificatoria al Campeonato de Concacaf de la categoría. Aunque no gozó de minutos en el primer partido contra Honduras (derrota 3-0), tuvo participación en los duelos restantes ante El Salvador (victoria 1-2), Nicaragua (0-0) y Guatemala (triunfo 0-2). Su selección avanzó a la competencia del área tras finalizar en el segundo lugar.

### Selección absoluta
Hizo su debut internacional con la Selección de Costa Rica el 12 de noviembre de 2021, en el compromiso por la eliminatoria mundialista contra el combinado de Canadá (derrota 1-0), donde inició como titular por 64 minutos antes de salir de cambio por Keysher Fuller.
El 30 de agosto de 2023, fue convocado por el director técnico Claudio Vivas en una gira hacia Europa contra los encuentros amistosos ante Arabia Saudita y Emiratos Árabes Unidos. El 8 de septiembre, Salas se enfrentó ante Arabia Saudita, en el que ingresó al terreno de juego al inicio de la parte completamentaria por la victoria 1-3.

#### Participaciones en eliminatorias
| Eliminatoria               | Sede                             | Resultado   | Partidos | Goles |
| -------------------------- | -------------------------------- | ----------- | -------- | ----- |
| Clasificación Mundial 2022 | Catar                            | Clasificado | 2        | 0     |
| Clasificación Mundial 2026 | Estados Unidos · México · Canadá | Por definir |          |       |

#### Participaciones en Copas del Mundo
| Mundial              | Sede  | Resultado      | Partidos | Goles |
| -------------------- | ----- | -------------- | -------- | ----- |
| Copa Mundial de 2022 | Catar | Fase de grupos | 2        | 0     |

## Estadísticas

### Clubes
Actualizado al último partido jugado el 18 de mayo de 2024.
| Club                                   | Div.          | Temporada     | Liga  | Liga  | Liga   | Copas nacionales | Copas nacionales | Copas nacionales | Copas internacionales | Copas internacionales | Copas internacionales | Total | Total | Total  |
| Club                                   | Div.          | Temporada     | Part. | Goles | Asist. | Part.            | Goles            | Asist.           | Part.                 | Goles                 | Asist.                | Part. | Goles | Asist. |
| -------------------------------------- | ------------- | ------------- | ----- | ----- | ------ | ---------------- | ---------------- | ---------------- | --------------------- | --------------------- | --------------------- | ----- | ----- | ------ |
| Santos de Guápiles · Costa Rica        |               |               |       |       |        |                  |                  |                  |                       |                       |                       |       |       |        |
| 1.ª                                    | 2013-24       | 1             | 0     | 0     | —      | —                | —                | —                | —                     | —                     | 1                     | 0     | 0     |        |
| 1.ª                                    | 2014-15       | 1             | 0     | 0     | —      | —                | —                | —                | —                     | —                     | 1                     | 0     | 0     |        |
| 1.ª                                    | 2015-16       | 13            | 0     | 0     | —      | —                | —                | —                | —                     | —                     | 13                    | 0     | 0     |        |
| 1.ª                                    | 2016-17       | 8             | 0     | 0     | —      | —                | —                | —                | —                     | —                     | 8                     | 0     | 0     |        |
| 1.ª                                    | 2017-18       | 18            | 2     | 1     | —      | —                | —                | 6                | 1                     | 0                     | 24                    | 3     | 1     |        |
| Total club                             | Total club    | 41            | 2     | 1     | 0      | 0                | 0                | 6                | 1                     | 0                     | 47                    | 3     | 1     |        |
| C. S. Herediano · Costa Rica           |               |               |       |       |        |                  |                  |                  |                       |                       |                       |       |       |        |
| 1.ª                                    | 2018-19       | 6             | 0     | 0     | —      | —                | —                | 1                | 0                     | 0                     | 7                     | 0     | 0     |        |
| Total club                             | Total club    | 6             | 0     | 0     | 0      | 0                | 0                | 1                | 0                     | 0                     | 7                     | 0     | 0     |        |
| La U Universitarios · Costa Rica       |               |               |       |       |        |                  |                  |                  |                       |                       |                       |       |       |        |
| 1.ª                                    | 2019-20       | 11            | 0     | 0     | —      | —                | —                | —                | —                     | —                     | 11                    | 0     | 0     |        |
| Total club                             | Total club    | 11            | 0     | 0     | 0      | 0                | 0                | 0                | 0                     | 0                     | 11                    | 0     | 0     |        |
| Municipal Grecia · Costa Rica          |               |               |       |       |        |                  |                  |                  |                       |                       |                       |       |       |        |
| 1.ª                                    | 2019-20       | 16            | 1     | 0     | —      | —                | —                | —                | —                     | —                     | 16                    | 1     | 0     |        |
| 1.ª                                    | 2020-21       | 34            | 1     | 1     | —      | —                | —                | —                | —                     | —                     | 34                    | 1     | 1     |        |
| 1.ª                                    | 2021-22       | 38            | 5     | 4     | —      | —                | —                | —                | —                     | —                     | 38                    | 5     | 4     |        |
| Total club                             | Total club    | 88            | 7     | 5     | 0      | 0                | 0                | 0                | 0                     | 0                     | 88                    | 7     | 5     |        |
| Deportivo Saprissa · Costa Rica        |               |               |       |       |        |                  |                  |                  |                       |                       |                       |       |       |        |
| 1.ª                                    | 2022-23       | 45            | 0     | 7     | —      | —                | —                | —                | —                     | —                     | 45                    | 0     | 7     |        |
| 1.ª                                    | 2023-24       | 22            | 1     | 2     | 3      | 0                | 1                | 6                | 0                     | 0                     | 31                    | 1     | 3     |        |
| Total club                             | Total club    | 67            | 1     | 9     | 3      | 0                | 1                | 6                | 0                     | 0                     | 76                    | 1     | 10    |        |
| Wellington Phoenix F. C. Nueva Zelanda |               |               |       |       |        |                  |                  |                  |                       |                       |                       |       |       |        |
| 1.ª                                    | 2023-24       | 12            | 0     | 1     | —      | —                | —                | —                | —                     | —                     | 12                    | 0     | 1     |        |
| Total club                             | Total club    | 12            | 0     | 1     | 0      | 0                | 0                | 0                | 0                     | 0                     | 12                    | 0     | 1     |        |
| Deportivo Saprissa · Costa Rica        |               |               |       |       |        |                  |                  |                  |                       |                       |                       |       |       |        |
| 1.ª                                    | 2024-25       | 0             | 0     | 0     | 0      | 0                | 0                | 0                | 0                     | 0                     | 0                     | 0     | 0     |        |
| Total club                             | Total club    | 0             | 0     | 0     | 0      | 0                | 0                | 0                | 0                     | 0                     | 0                     | 0     | 0     |        |
| Total carrera                          | Total carrera | Total carrera | 225   | 10    | 16     | 3                | 0                | 1                | 13                    | 1                     | 0                     | 241   | 11    | 17     |
| 1. 2. Fuente:Transfermarkt             |               |               |       |       |        |                  |                  |                  |                       |                       |                       |       |       |        |

### Selección de Costa Rica
Actualizado al último partido jugado el 8 de septiembre de 2023.
| Selección                                         | Año | Eliminatorias | Eliminatorias | Eliminatorias | Continental | Continental | Continental | Mundial | Mundial | Mundial | Amistosos | Amistosos | Amistosos | Total | Total | Total  |
| Selección                                         | Año | Part.         | Goles         | Asist.        | Part.       | Goles       | Asist.      | Part.   | Goles   | Asist.  | Part.     | Goles     | Asist.    | Part. | Goles | Asist. |
| ------------------------------------------------- | --- | ------------- | ------------- | ------------- | ----------- | ----------- | ----------- | ------- | ------- | ------- | --------- | --------- | --------- | ----- | ----- | ------ |
| Absoluta · Costa Rica                             |     |               |               |               |             |             |             |         |         |         |           |           |           |       |       |        |
| 2021                                              | 1   | 0             | 0             | —             | —           | —           | —           | —       | —       | —       | —         | —         | 1         | 0     | 0     |        |
| 2022                                              | 2   | 0             | 0             | —             | —           | —           | 2           | 0       | 0       | 1       | 0         | 0         | 5         | 0     | 0     |        |
| 2023                                              | —   | —             | —             | —             | —           | —           | —           | —       | —       | 1       | 0         | 0         | 1         | 0     | 0     |        |
| Total                                             | 3   | 0             | 0             | 0             | 0           | 0           | 2           | 0       | 0       | 2       | 0         | 0         | 7         | 0     | 0     |        |
| 1. Fuente:Transfermarkt / National Football Teams |     |               |               |               |             |             |             |         |         |         |           |           |           |       |       |        |

## Palmarés

### Títulos nacionales
| Título                         | Club               | País       | Año  |
| ------------------------------ | ------------------ | ---------- | ---- |
| Primera División de Costa Rica | C. S. Herediano    | Costa Rica | 2018 |
| Primera División de Costa Rica | Deportivo Saprissa | Costa Rica | 2022 |
| Primera División de Costa Rica | Deportivo Saprissa | Costa Rica | 2023 |
| Supercopa de Costa Rica        | Deportivo Saprissa | Costa Rica | 2023 |
| Recopa de Costa Rica           | Deportivo Saprissa | Costa Rica | 2023 |
| Primera División de Costa Rica | Deportivo Saprissa | Costa Rica | 2023 |

### Títulos internacionales
| Título        | Equipo          | Sede        | Año  |
| ------------- | --------------- | ----------- | ---- |
| Liga Concacaf | C. S. Herediano | Tegucigalpa | 2018 |

### Distinciones individuales
| Distinción                                              | Año  |
| ------------------------------------------------------- | ---- |
| Mejor Revelación Sub-21 del Campeonato de Invierno 2015 | 2016 |